# Peronomyrmex
Genre
Peronomyrmex est un genre de fourmis de la sous-famille des Myrmicinae.
Peronomyrmex est un genre de fourmis extrêmement rare. Endémiques de l'est de l'Australie, les espèces n'étaient connues en 2006 que par cinq spécimens collectés entre 1927 et le début des années 2000.

## Description

Schéma anatomique d’une fourmi ouvrière.

Les fourmis du genre Peronomyrmex mesurent environ 4 mm dans le cas des ouvrières. La principale caractéristique du genre est la forme conique du pétiole et du post-pétiole, unique chez les fourmis.

## Répartition
Les quelques spécimens collectés de Peronomyrmex sont répartis sur tout l'est de l'Australie. L'holotype de Peronomyrmex overbecki vient de Trial Bay (en) (Nouvelle-Galles du Sud), celui de Peronomyrmex greavesi vient de Mareeba (Queensland) et celui de Peronomyrmex bartoni de Inglewood (en) (État de Victoria).

## Liste des espèces
Selon GBIF (15 mai 2025) :
- Peronomyrmex bartoni Shattuck & Hinkley, 2002
- Peronomyrmex greavesi Shattuck, 2006
- Peronomyrmex overbecki Viehmeyer, 1922 - espèce type

## Systématique
Le nom scientifique complet (avec auteur) de ce taxon est Peronomyrmex Viehmeyer, 1922. Le genre est créé par l'entomologiste allemand Hugo Viehmeyer (d) (1868-1921) dans une publication post mortem et avec comme espèce type Peronomyrmex overbecki.

### Publication originale
- (de) † H. Viehmeyer, « Neue Ameisen », Archiv für Naturgeschichte. Abteilung A., Berlin, Nicolaische Verlags-Buchhandlung, vol. 88, no 7,‎ 1922, p. 204-220 (ISSN 3057-2304, OCLC 1481990, lire en ligne).

## Écologie
Le mode de vie des fourmis Peronomyrmex est mal connu. Les rares spécimens collectés l'ont été la nuit, et dans des arbres. Cela semble donc indiquer qu'il s'agit d'espèces de fourmis arboricoles nocturnes. Ce mode de vie explique en partie la rareté des observations. Rien n'est connu de l'organisation des fourmilières ou du reste de l'écologie des fourmis Peronomyrmex.